# Interlübke
Die Interlübke Lübke GmbH (Eigenschreibweise interlübke) ist ein Möbelunternehmen aus Rheda-Wiedenbrück in Ostwestfalen. Das Unternehmen ist auf Designmöbel spezialisiert.

## Geschichte des Unternehmens
Im Jahr 1937 gründeten die Brüder Hans und Leo Lübke in Wiedenbrück die Gebrüder Lübke GmbH & Co. KG, eine „Spezialfabrik für polierte Schlafzimmer“. Der Markenname Interlübke entstand 1963. Der Namensbestandteil „Inter“ verweist auf „Interieur“ und „Internationalität“, der zweite auf den Namen der damaligen Inhaberfamilie.
Nach Wachstumsphasen stellten sich in den 1990er Jahren Verluste ein. Eine Produktlinie Unit konnte auf dem Massenmarkt nicht den gewünschten Erfolg erzielen.
Horst Lübke, Sohn von Hans Lübke, der seit 1972 geschäftsführender Gesellschafter des Unternehmens war, zog sich 1995 aus der Geschäftsführung in den Beirat zurück. Im selben Jahr stieg Helmut Lübke, der zuvor nur mit zwölf Prozent beteiligt gewesen war, in das väterliche Unternehmen ein, stellte die Produktlinie „Unit“ ein und entwickelte das Programm in Richtung eines Herstellers von Luxus-Systemmöbeln weiter.
Helmut Lübke verstarb am 3. Oktober 2006 bei einer privaten Afrikareise. Anschließend übernahm sein Sohn Leo Lübke das Unternehmen, das 2007 einen Rekordumsatz von 46 Mio. Euro erzielte, zusätzlich zur Leitung des Polstermöbelherstellers Cor (Oktober 2006 bis Oktober 2014). Leo Lübke näherte beide Marken aneinander an, gemeinsame Cor+Interlübke-Einrichtungshäuser entstanden.
Am 22. Oktober 2012 stellte das Unternehmen Interlübke beim Amtsgericht Bielefeld einen Eigenantrag auf Eröffnung eines Insolvenzverfahrens, am 14. Januar 2013 gelang der Neubeginn von Interlübke in Form einer übertragenden Sanierung. Die Veräußerung der Unternehmensassets inklusive der Markenrechte an die Lübke GmbH & Co. KG mit dem geschäftsführenden Gesellschafter Leo Lübke wurde mit diesem Tag wirksam.
Am 8. Oktober 2014 teilte Interlübke den Erwerb des Unternehmens durch die Unternehmer Peter Rutishauser und Richard Lenz mit. Beide führten Interlübke bis zum 31. Mai 2016 gemeinsam als geschäftsführende Gesellschafter. Zum 1. Juni 2016 schied Peter Rutishauser aus der Geschäftsführung aus und blieb weiterhin Gesellschafter. Die gemeinsame Ausstellung von Cor und Interlübke wurde aufgelöst.
Ab dem 1. Juni 2016 führten Johannes Schulte und Richard Lenz das Unternehmen als geschäftsführende Gesellschafter. Im August 2016 schied Schulte wieder aus der Geschäftsführung aus. Sein Nachfolger wurde Patrik Bernstein, der ab 23. August 2016 als Geschäftsführer im Unternehmen war.
Am 27. Februar 2018 erwarb Axel Schramm, Inhaber und Geschäftsführer des Bettenherstellers Schramm Werkstätten, sowie Präsident des Verbandes der Deutschen Möbelindustrie, die Mehrheit an dem Unternehmen interlübke. Weitere Anteile übernimmt die MB Mittelständische Beteiligungsgesellschaft aus Osnabrück. Neben Patrik Bernstein, der Geschäftsführer blieb, brachten sich ab dann auch Axel Schramm und sein Sohn Philipp Schramm ins operative Geschäft ein. Im Februar 2019 verließ Patrik Bernstein das Unternehmen und Philipp Schramm wurde alleiniger Geschäftsführer. Anfang September 2021 wurde Sebastian Freund zum Geschäftsführer der Lübke GmbH. Im August 2022 kauften Familie Oehmke das Unternehmen und Frank Oehmke übernahm im Oktober 2023 die Geschäftsführung.

## Produktion

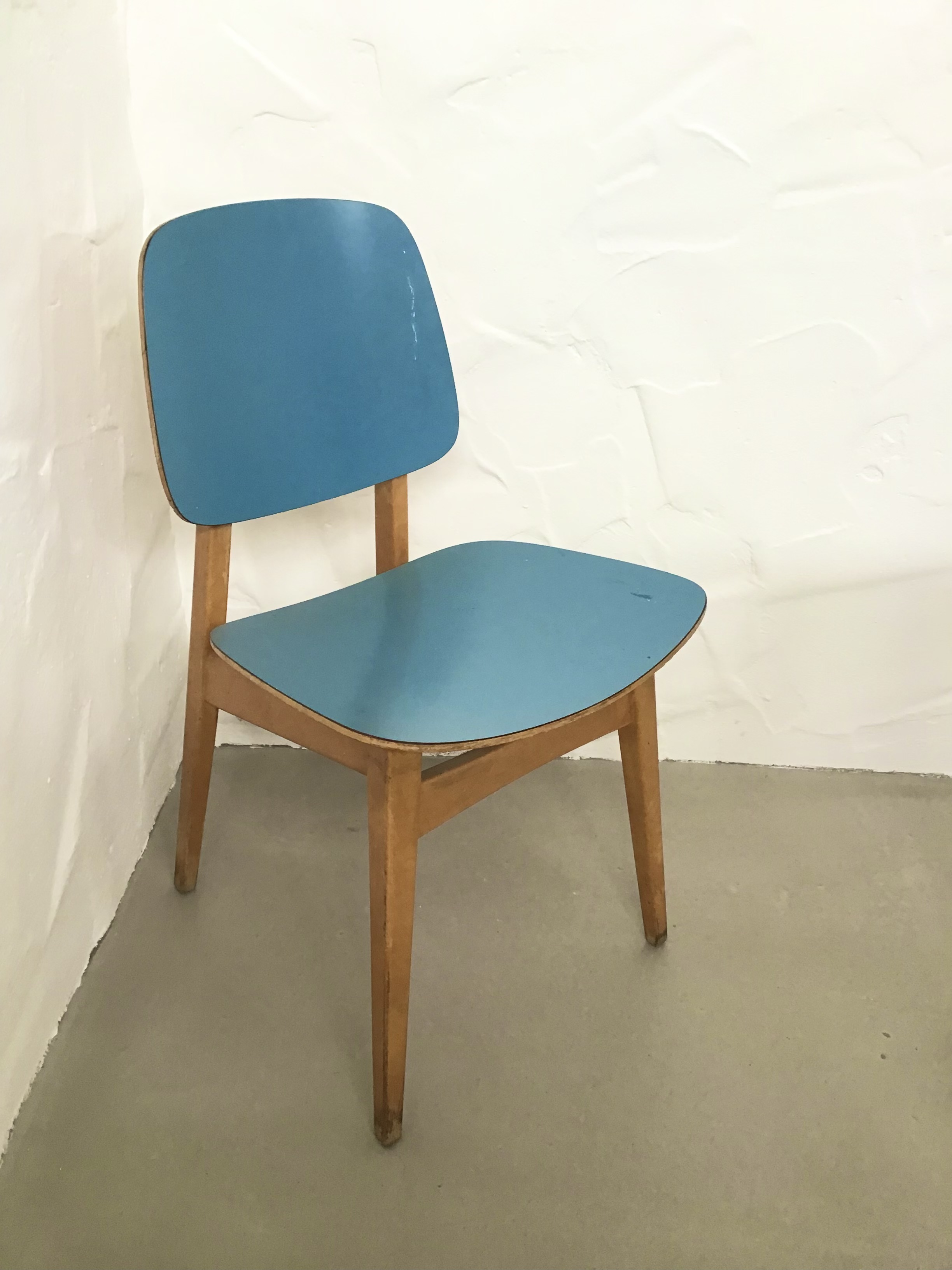
Lübke (Interlübke) Küchenstuhl, Mid-Century

Die Fertigung erfolgt ausschließlich am Standort Rheda-Wiedenbrück, ungefähr 20 bis 25 Prozent des Umsatzes wurde vor der Übernahme des Unternehmens im Jahr 2018 im Ausland erzielt.